# Bulbophyllum nocturnum
Bulbophyllum nocturnum es una especie de orquídea epífita que crece en Nueva Bretaña. Fue descrita en el 2011, y es la primera especie de orquídea conocida que florece durante la noche y cierra sus pétalos durante el día.

## Distribución
Bulbophyllum nocturnum crece como una epifita en la selva de Nueva Bretaña a una altitud de 240-300 metros. El tipo de espécimen fue recolectado en la zona de tala de Agengseng, alrededor de la cuenca alta del río Argulo en Nueva Bretaña del Oeste. Bajo el criterio usado por la IUCN Red List, B. nocturnum, se considera que se tienen datos insuficientes.

## Descripción y fenología
Bulbophyllum nocturnum tiene hojas de hasta 6.2 cm de longitud y 3.2 cm de ancho. Produce tallos de floración de solo 5 mm de longitud, teniendo una sola flor. Estas son de 2 cm de largo con sépalos verde amarillentos, de color rojizo en la base el borde es rojo oscuro, mientras que la columna es rojo teñido de amarillo; los apéndices de los pétalos son grisáceos.
Se cree que la B. nocturnum es la única especie de orquídea que florece de forma normal durante la noche Another species of orchid, Dendrobium amboinense, has been reported by some to open its flower at midnight and close them before noon, while other reports state that its flowers open at dawn. Otra especie de orquídea, Dendrobium amboinense, abre su flor a medianoche, cerrándola antes del mediodía, mientras existen informes de que abren al amanecer. Se desconoce cómo poliniza la B. nocturnun, dado que la flor abre en un espacio tan corto de tiempo.

## Taxonomía
Bulbophyllum es el género más grande de la familia Orchidaceae, y uno de los mayores géneros de plantas con flor. B. sect. Epicrianthes es una sección del género que comprende 38 especies, 18 de ellas endémicas de Nueva Guinea. Las flores de esta sección han sido descritas como "raras", con los apéndices de los pétalos frecuentemente unidos a los largos y delicados tallos, y los apéndices se asemejan a los cuerpos fructíferos de los hongos, como la Arcyria y Stemonitis. B. nocturnun fue descrito en el 2011 por el equipo de científicos del Jardín Botánico Real, Kew y la Universidad de Leiden, en el Botanical Journal of the Linnean Society. El epíteto de nocturnun hace referencia al hecho de que la planta florece por la noche.